# Dodentocht
Der Dodentocht, auch Totenkopfmarsch genannt, ist eine 100-km-Wanderung, die in der belgischen Gemeinde Bornem und Umgebung veranstaltet wird. Der Marsch findet jährlich im August statt.

## Bornem
Der Dodentocht wird in Bornem und Umgebung wie ein Volksfest gefeiert. Die Bevölkerung begleitet aus den eigenen Gärten, Gaststätten, Höfen und Straßen heraus die Wandernden auf ihrem Marsch. Vielfach werden Getränke, Obst und Süßes zur Stärkung gereicht oder, bei hohen Temperaturen, eine Abkühlungsmöglichkeit angeboten. Jährlich treten mehr als 10.000 Wanderer und Läufer den Marsch an. Je nach Wetter liegt die Erfolgsrate bei 40–60 %.

## Marsch
Ziel ist es, 100 km innerhalb von 24 Stunden durchzuwandern. Eine Platzierung findet nicht statt, da die Motivation des Dodentocht nicht das schnelle Erreichen des Ziels, sondern das Erreichen an sich ist. Aus diesem Grund ist eine gewertete Absolvierung des Dodentocht unterhalb der 10-Stunden-Grenze auch nicht möglich. Die Registrierungsposten und Scanmarken werden entsprechend geöffnet. Anders als bei den Dodentocht nachahmenden Marsch-Veranstaltungen geht es nicht um den Wettkampf, sondern den Sieg über sich selbst. Zur 50. Ausgabe des Marsches fand eine Studie zu den Gründen der Teilnahme unter den angemeldeten Läuferinnen und Läufern statt. 2020 wurde das Event als Covid-Challenge virtuell angeboten und über die Sozialen Netzwerke kommuniziert.
Die Abstände zwischen den Stationen verringern sich zum Ziel hin. Der Marsch beginnt um 21:00 Uhr in Bornem und endet offiziell 21:00 Uhr in Bornem, jedoch endet inoffiziell der Marsch erst 21:30 Uhr, da bei der großen Teilnehmerzahl die letzten erst ca. 30 Minuten nach dem Startschuss die Startlinie überqueren. Sonst würde man den hinteren Startern 30 Minuten von den gestatteten 24 Stunden „klauen“.

## Preis
Bei Erreichen des Ziels erhielt man traditionell eine Ananas als Erfrischung und eine Flasche heimischen Bieres, die Ananas wurde jedoch 2011 durch eine Gladiole ersetzt. Im Organisationszelt wird dann die Urkunde, die u. a. Marschzeiten zwischen den einzelnen Stationen enthält, direkt ausgedruckt und mit der Medaille übergeben.
Seit 2012 gibt es keine Gladiole mehr, sondern einen Gewürzkuchen (eingefolt und mit dem Dodendocht-Symbol versehen) zusätzlich zur obligaten Flasche Bier.
Bei der Medaille handelt es sich nicht um einen staatlich verliehenen Orden, wie z. B. beim Nijmegenmarsch. Daher darf in Deutschland die Medaille des Dodentocht auch nicht zur Uniform (z. B. Polizei, Bundeswehr etc.) getragen werden.

## Teilnehmerzahl
| Edition | Jahr | Teilnehmer |
| ------- | ---- | ---------- |
| 1       | 1970 | 65         |
| 2       | 1971 | 202        |
| 3       | 1972 | 397        |
| 4       | 1973 | 782        |
| 5       | 1974 | 1047       |
| 6       | 1975 | 1408       |
| 7       | 1976 | 1844       |
| 8       | 1977 | 2057       |
| 9       | 1978 | 2102       |
| 10      | 1979 | 2487       |
| 11      | 1980 | 2508       |
| 12      | 1981 | 2848       |
| 13      | 1982 | 3136       |
| 14      | 1983 | 3208       |
| 15      | 1984 | 3125       |
| 16      | 1985 | 3828       |
| 17      | 1986 | 3920       |
| 18      | 1987 | 4518       |
| 19      | 1988 | 4567       |
| 20      | 1989 | 4761       |
| 21      | 1990 | 4366       |
| 22      | 1991 | 4930       |
| 23      | 1992 | 5084       |
| 24      | 1993 | 5091       |
| 25      | 1994 | 5203       |
| 26      | 1995 | 4826       |
| 27      | 1996 | 4967       |
| 28      | 1997 | 5509       |
| 29      | 1998 | 5310       |
| 30      | 1999 | 6644       |
| 31      | 2000 | 7096       |
| 32      | 2001 | 8053       |
| 33      | 2002 | 8131       |
| 34      | 2003 | 8717       |
| 35      | 2004 | 9033       |
| 36      | 2005 | 8595       |
| 37      | 2006 | 8413       |
| 38      | 2007 | 8958       |
| 39      | 2008 | 9597       |
| 40      | 2009 | 10.793     |
| 41      | 2010 | 10.605     |
| 42      | 2011 | 10.507     |
| 43      | 2012 | 10.957     |
| 44      | 2013 | 11.157     |
| 45      | 2014 | 11.861     |
| 46      | 2015 | 12.014     |
| 47      | 2016 | 12.608     |
| 48      | 2017 | 13.952     |
| 49      | 2018 | 11.752     |
| 50      | 2019 | 13.045     |